# Dobbertin
Dobbertin – miejscowość i gmina w Niemczech, w kraju związkowym Meklemburgia-Pomorze Przednie, w powiecie Ludwigslust-Parchim, wchodząca w skład Związku Gmin Goldberg-Mildenitz.

## Toponimia
Nazwa pochodzenia połabskiego, pierwotne *Dobrotin utworzone od imienia własnego Dobrota. Na język polski tłumaczona jako Dobrzyń.

## Zabytki
Głównym zabytkiem gminy jest XIII-wieczny kompleks klasztorny, rozbudowany w XVIII i XIX wieku.